# Illusion
Pour les articles homonymes, voir Illusion (homonymie).

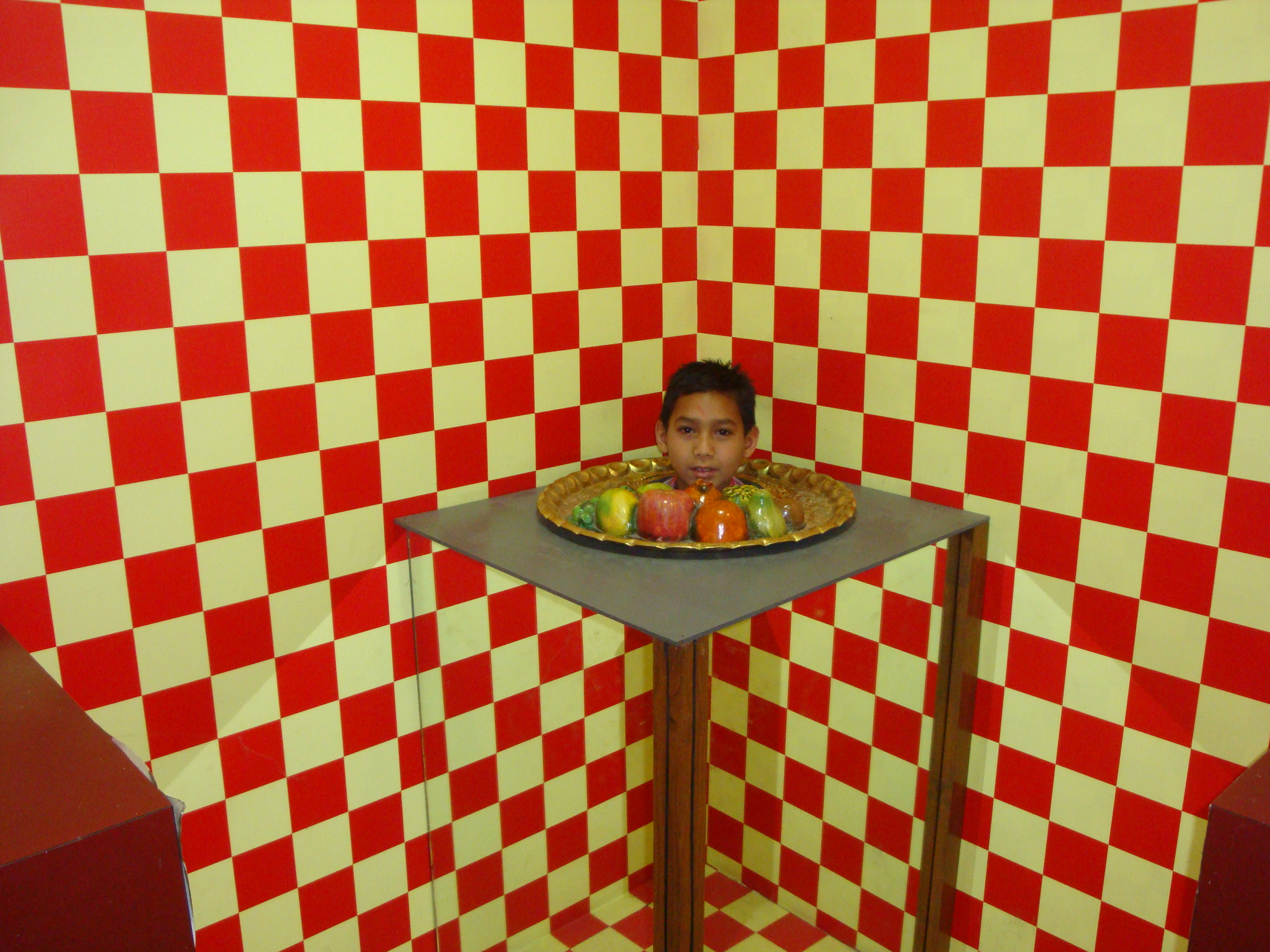
La « tête sur un plat », une attraction du musée régional des sciences de Bophal, en Inde, en 2012.

Une illusion (du latin illusio) est une perception qui diffère de la réalité considérée comme objective. Dans le domaine de la pensée, l'illusion d'un individu est une conception erronée, une croyance, causée par un jugement biaisé ou un raisonnement incorrect.
La désillusion est le sentiment que ce que nous avons perçu ou compris dément la façon, généralement optimiste, dont nous percevions les choses auparavant.
L'étude des illusions sensorielles intéresse la psychologie, la physiologie, les neurosciences. Ces disciplines établissent fréquemment une typologie de ces illusions, qui ne s'expliquent pas toutes par les mêmes phénomènes. Les spectacles les combinent souvent avec la suspension consentie de l'incrédulité pour divertir le public.
La philosophie oppose l'illusion à la réalité, et la distingue parfois de l'erreur, du préjugé, de l'hallucination, la considérant comme un problème de la théorie de la connaissance. Des penseurs et leurs écrits qualifient fréquemment d'illusion les systèmes ou croyances dont ils font la critique ou qui leur sont opposés.

## Psychologie et neurosciences

### Désillusion
La désillusion est un sentiment commun. Nous avons soudain l'impression que l'optimisme avec lequel nous percevions les choses correspondait plus à nos désirs qu'à la réalité. Ce sentiment est parfois fondé ; il a la particularité de s'étendre facilement à l'ensemble de notre perception et de nos conceptions, il « va alors en s'exaspérant, suscitant indéfiniment les surenchères hypercritiques. Jusqu'au moment où il finit par se retourner contre lui-même ».
L'illusion, de ce point de vue, ne s'oppose pas à la réalité, mais à la lucidité. Cependant, le sentiment de désillusion concerne surtout le cas où la perception qu'on considère désormais comme illusoire était positive. Dans le langage courant, la désillusion désigne par synecdoque la perte d'un espoir, la déception. Il arrive pourtant fréquemment qu'un phénomène de projection transfère sur la perception une crainte intime, que la psychologie analyse comme un désir refusé en soi : ainsi les inquisiteurs s'acharnaient-ils à faire avouer aux sorcières des turpitudes sexuelles supposées ; ainsi une enquête moderne montre que les gens interrogés surévaluent largement des phénomènes qui les inquiétent. Caractéristiquement, le pessimiste s'estime généralement plus lucide que l'optimiste, quels que soient les démentis que l'expérience lui fournit.

### Illusions sensorielles

Les carreaux de l'illusion du mur du café sont parallèles, si on pose une règle dessus.

Une illusion sensorielle est une perception aberrante par rapport aux autres concernant le même objet, qui se reproduit régulièrement dans les mêmes circonstances. Une hallucination, un délire, une interprétation personnelle, une erreur de calcul, ne sont pas des illusions sensorielles. Une illusion sensorielle, notamment, se reproduit même si l'on sait que la perception ne correspond pas à la réalité. L'illusion d'optique qui fait paraître la lune plus grosse quand elle est près de la séparation entre le ciel et un objet à terre persiste même après qu'en utilisant un simple instrument d'optique, on ait reconnu sa fausseté. Cette persistance est un caractère général de l'illusion. L'illusion est, par rapport à l'expérience humaine, une aberration qui se reproduit régulièrement dans des circonstances identiques.
Les illusions sensorielles intéressent la psychologie et les neurosciences en ce qu'elle mettent en évidence un mode de fonctionnement de l'appareil perceptif des animaux et des humains qui diffère de celui des instruments de mesure. « On considère généralement les illusions des sens comme des erreurs ou des fautes, de ce fait elles sont loin de représenter des données constitutives d'un savoir ou ayant valeur de vérité. C'est une volte-face que d'accepter les illusions comme des faits essentiels pour une appréhension scientifique de la nature de la science et de l'entendement ».
Les illusions sensorielles sont impliquées dans des accidents. Dans les systèmes complexes comme l'aéronautique, il est reconnu que des erreurs radicales et persistantes peuvent amener à des catastrophes. L'illusion sensorielle prospère en compagnie de ces erreurs : l'opinion erronée informe la perception illusoire, qui la renforce.

#### Usage technologique
La technologie utilise largement certaines illusions sensorielles bien connues. Le spectacle musical et la reproduction sonore utilisent le son stéréophonique pour constituer une illusion auditive de sources de son entre les enceintes acoustiques.

### Illusions mémorielles
À ces illusions basées sur la reconnaissance erronée d'un phénomène présent, on peut ajouter les illusions où l'on conçoit le présent convenablement, mais on a l'impression d'un souvenir, pourtant impossible ; c'est le sentiment de « déjà vu ». Comme dans les illusions sensorielles, ce sentiment vient d'une confrontation problématique entre la mémoire et la réalité vérifiable.

## Arts
Selon la doctrine aristotélicienne de la mimesis, la fonction de l'art est de créer l'illusion de la réalité. On en observe surtout les effets à l'époque classique au théâtre et dans les arts plastiques.

### Beaux-arts
L'illusion est au cœur de la conception classique de la peinture, tel que l'expose Alberti à propos du portrait : « rendre présent l'absent ». Le trompe-l'œil était valorisé depuis l'Antiquité ; dans la peinture figurative, la perspective, le modelé visent à l'illusion de la profondeur ; cette conception est tombée en désuétude, notamment à partir de l'apparition de la photographie au XIXe siècle. Pour les modernes, qui considèrent qu'un tableau est « essentiellement une surface plane recouverte de couleurs en un certain ordre assemblées », « illusionisme » est devenu un terme dépréciatif.
Ernst Gombrich a montré dans L'art et l'illusion, psychologie de la représentation, paru en 1960, que des artistes célèbres ont distingué la création graphique du trompe-l'œil au moment même où d'autres, comme Louis Daguerre, cherchaient à le perfectionner, aboutissant à la photographie. John Constable, commentant le Diorama présenté au public à partir de 1820, estime que ce spectacle d'illusion « est hors du domaine de l'art, parce que son objet est la tromperie. L'art plaît en ramenant à la mémoire, pas en trompant ». Gombrich, s'appuyant sur l'étude des styles de l'art pictural, sur des textes didactiques de toutes époques, recourant aussi aux conclusions de la psychologie de la forme et de l'approche écologique de la perception visuelle, appuie la conception moderne de la peinture figurative, visant à produire des signes capables d'émouvoir, non à donner l'illusion de la présence. Les signes picturaux sont connus des spectateurs comme des artistes qui les renouvellent aux époques où ils cherchent à échapper aux conventions. Le spectateur interprète l'image grâce à ces schémas conventionnels, mis à jour à chaque confrontation avec une nouvelle œuvre, selon le processus de vérification que décrit Karl Popper. Donnant une profondeur historique à des notions partagées sur la nature de la représentation, L'art et l'illusion est considéré comme l'ouvrage le plus important de l'auteur.

### Littérature
La dissipation d'une illusion, qu'il s'agisse d'ambition ou d'amour, a fourni un thème à une quantité de productions littéraires.
Plus fondamentalement, l'« illusion romanesque », la question de l'apparente réalité des personnages et des incidents d'une œuvre de fiction, est un problème central de la littérature. Les procédés de l'illusion romanesque diffèrent selon que le monde dans lequel l'action se déroule est familier ou non au lecteur ; pour qu'elle se produise, il faut néanmoins que l'auteur puisse intéresser le lecteur au sort de ses personnages, qu'ils soient exotiques ou proches.

### Arts de la scène

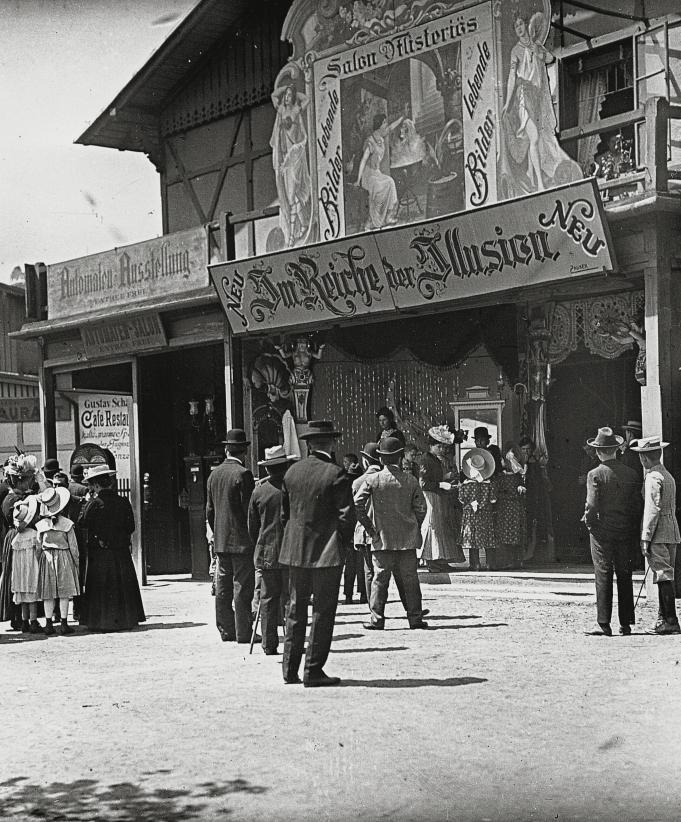
Im Reiche der Illusion (« Dans le domaine de l'illusion »), attraction au Prater de Vienne en Autriche, photographiée par Emil Mayer entre 1905 et 1914.

Les arts du spectacle, par les décors, les costumes, les effets spéciaux, etc., permettent aux spectateurs de jouir d'un imaginaire fortement étalé[réf. souhaitée].
Les prestidigitateurs, appelés aussi illusionnistes à partir du troisième tiers du XIXe siècle cultivent l'art de l'illusion avec la complicité émerveillée de ceux qui les regardent. Il faut que le mystère de la formation de l'illusion subsiste : celles que procure la technologie en sont exclus.

## Religion
Certaines religions et philosophies indiennes considèrent l'illusion (māyā ou moha en sanskrit) comme une entrave à l'éveil spirituel. La plupart des courants du bouddhisme font de l'illusion du moi — en tant qu'entité autonome et permanente — une des causes fondamentales de la souffrance ; en se différenciant de l'hindouisme qui postule l'existence d'un soi, le bouddhisme considère avec le concept d’anātman qu'il n'y a pas d'« entité-ego », mais une simple agrégation de phénomènes corporels et mentaux conditionnés.
Il en va de même dans les courants chrétiens de l'Antiquité, pour lesquels la foi est un éveil qui fait échapper à l'illusion de la vie mondaine.

## Philosophie
La philosophie oppose l'illusion à la réalité, et la distingue de l'erreur, du préjugé, de l'hallucination, la considérant comme un problème de la théorie de la connaissance. L'illusion se différencie de l'erreur en ce qu'elle peut résister à la connaissance de sa fausseté.
L'opposition entre l'illusion et la connaissance est une des idées fortes de la philosophie classique, jusqu'à Descartes et Spinoza.

### Le dépassement de l'illusion dans la philosophie classique
Jean-François Revel estime que la philosophie est née de l'idée que les sens ne nous donnent accès qu'à des apparences, notamment chez Platon à travers son allégorie de la caverne.
L'illusion est un thème moteur chez Descartes, qui l'amènera au doute puis au Cogito ergo sum.
Pour Spinoza, les individus ont l'illusion de posséder un libre arbitre, de pouvoir choisir ce qu'ils désirent, alors que les causes réelles qui les déterminent leur sont inconscientes. Outre cette première illusion psychologique de liberté, ils peuvent prendre les effets pour des causes (illusion téléologique), voire ramener les effets dont ils ignorent les causes, à une cause divine (illusion théologique),.
Schopenhauer, reprend le concept hindou du voile de Māyā pour désigner l'illusion fondamentale des individus, se concevant comme une unité distincte dans la multiplicité des apparences phénoménales (cf. principe d’individuation). Une fois ce voile levé, le Tat Tvam Asi (en) (« Tu es Cela ») devient concevable.

### L'illusion indépassable
Hume souligne que les constructions mentales spéculatives et métaphysiques, qui cherchent à se défaire de l’illusion du monde sensible pour accéder aux essences, sont elles-mêmes une illusion.
Selon Jeanne Hersch, l'opposition de l'illusion à la vérité est elle-même une illusion, motrice de la philosophie jusqu'à Kant, qui pose dans la Critique de la raison pure la nécessité de l'illusion « transcendantale », celle d'une extension de l'entendement pur. Elle masque la domination progressive de la pensée analytique, idéaliste et logique sur la pensée associative, réaliste et statistique. Kant distingue deux types d'illusion : celles que l'on peut confronter à une expérience contradictoire, et celles qui subsistent exclusivement dans le domaine de l'esprit, qui constituent l'« illusion transcendentale », qui, à la différence de la première, ne disparaît pas « même après qu'on l'a découverte et que la critique transcendentale en a clairement montré le néant ».
Hegel forge le concept de ruse de la raison qui se sert des individus pour accomplir les buts de l'esprit universel dans l'histoire alors qu'ils ont l'illusion de poursuivre leurs propres buts.

### Le discours d'opposition à l'illusion
Certains auteurs, dont la pensée s'oppose par ailleurs en tout point : idéalistes et matérialistes, chrétiens et athées, scientistes et pragmatistes, se sont attachés à « détruire l'illusion ». Dans les écrits polémiques où les auteurs désignent comme « illusion » des conceptions qu'ils critiquent, on peut considérer illusion, ignorance, erreur, croyance, superstition, idéologie comme synonymes. Démasquer, dévoiler, montrer le caractère illusoire des thèses adverses est un ressort habituel de la rhétorique. Le trope du dévoilement de l'illusion joue sur la similarité de la perception et de la connaissance d'une part, et de la réalité et de la vérité, d'autre part. La discussion de leurs différences relève de l’argument de l'illusion.
Nietzsche, tout en se livrant à une critique détaillée de l'illusion, dans laquelle il inclut, comme Kant, l'ensemble de la métaphysique, note son rapport avec la pratique et l'action. « Pour agir, il faut être enveloppé dans le voile de l'illusion » écrit-il. Il donne pour négative l'illusion imposée par la religion et la morale, qui dévalorise le monde sensible au profit d'abstractions collectives, d'êtres fantasmagoriques qui limitent l'action humaine, et pour positive l'illusion de l'art. « Chez le sage (…) son besoin de connaissance a pour condition qu'il croie à l'erreur et qu'il vive dans l'erreur, (…) la matrice de la connaissance (…) L'art au service de l'illusion, voilà notre culte ». La « bonne illusion » accroît et fortifie le goût de la vie.
Freud postule dans L'Avenir d'une illusion que « les doctrines religieuses sont toutes des illusions », « dérivées des désirs les plus anciens, les plus forts, les plus pressants de l'humanité ». Pour tenir ce propos, Freud doit redéfinir ce qu'est une illusion, affirmant qu'elle n'a pas de rapport nécessaire avec l'erreur. « Illusion » n'a pas de définition particulière en psychanalyse. Selon Oskar Pfister, Freud l'emploie cependant dans son sens polémique le plus courant ; Pfister fait un parallèle entre la critique de Freud et l'idée de Feuerbach selon laquelle la théologie est une anthropologie déguisée, et conteste la proposition de Freud selon laquelle la science est à même de permettre à l'homme de surmonter les illusions de la religion, il estime au contraire que l'homme moderne aura toujours besoin sur le plan éthique et métaphysique, de la religion. Freud définit en définitive l'illusion « comme une croyance telle que dans sa motivation, la réalisation du désir prévaut, sans poser la question de son rapport à la réalité ».
Paul Ricœur rattache l'illusion religieuse à l’illusion de la conscience de soi. Selon lui, Marx, en faisant dépendre la conscience de l'organisation sociale de la production, Nietzsche, en la faisant dériver de la volonté de puissance, et surtout Freud, en l'analysant comme l'expression d'un inconscient, participent d'une même tendance.
La philosophie ayant abandonné les illusions sensorielles, les rêves et les hallucinations à la psychologie, elle ne se préoccupe plus que des illusions fondamentales, qui ne dépendent pas de la perception. Ces croyances, convictions intimes, vision du monde, ont la particularité de ne pouvoir être confirmées ou infirmées par l'expérience, et de ne dépendre que du discours.
Pour Edgar Morin, l'illusion et l'erreur sont « les deux cécités de la connaissance ».